# 派拉专区
派拉专区（希臘語：Περιφερειακή ενότητα Πέλλας），是希腊中马其顿大区的一个专区。首府为埃泽萨。专区面积为2,506平方公里，2011年人口数量为139,680人。

## 行政
在2011年卡利克拉提斯改革方案中，希腊所有州份被取消。原派拉州作为整体设立为派拉专区。派拉专区下分为4个市镇（括号内为地图中的数字）：
- 埃泽萨（1）
- 阿尔摩皮亚（2）
- 派拉（3）
- 斯基兹拉（4）